# Церковь Богоматери Вифлеемской
Церковь Богоматери Вифлеемской (кат. Església de la Mare de Déu de Betlem, исп. Iglesia de La Madre de Dios de Belén) — барочная церковь, расположенная в Барселоне. Боковым фасадом выходит непосредственно на бульвар Рамбла между улицами Карме (исп. Calle del Carme) и улицей художника Фортуни (исп. Calle Pintor Fortuny).
На месте старой церкви, построенной в 1553 г. и уничтоженной в 1671 г., в 1681 г. началось возведение нового храма по проекту архитектора Жосепа Жули. Строительство было завершено к 1732 году. Скульптурное оформление церкви выполнили Франсеск Сантакрус-и-Артигес (статуи младенца Иисуса над одноимёнными воротами, выходящими на Рамблу, и Святого Франциска Ксаверия) и его ученик Андреу Сала (статуи Святого Игнатия Лойолы и Святого Франсиско де Борха вокруг главного входа). Первоначально церковь принадлежала ордену иезуитов (чем и объясняется наличие скульптурных изображений ключевых фигур ордена), однако после изгнания иезуитов из Испании в 1767 г. была передана другим конгрегациям.
Внутреннее убранство церкви было целиком заменено в 1855 г.

## Галерея

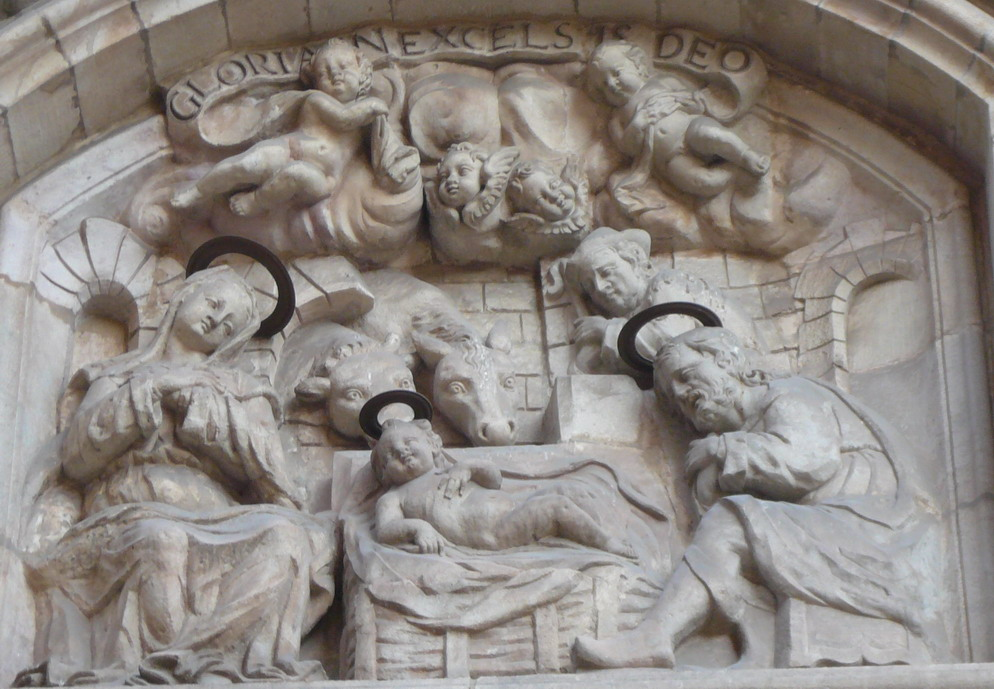
«Рождество» (Франсеск Сантакрус)
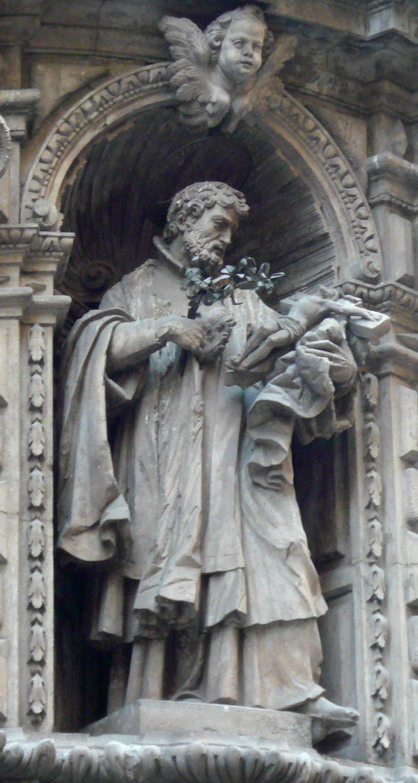
Франциск Ксаверий (Франсеск Сантакрус)
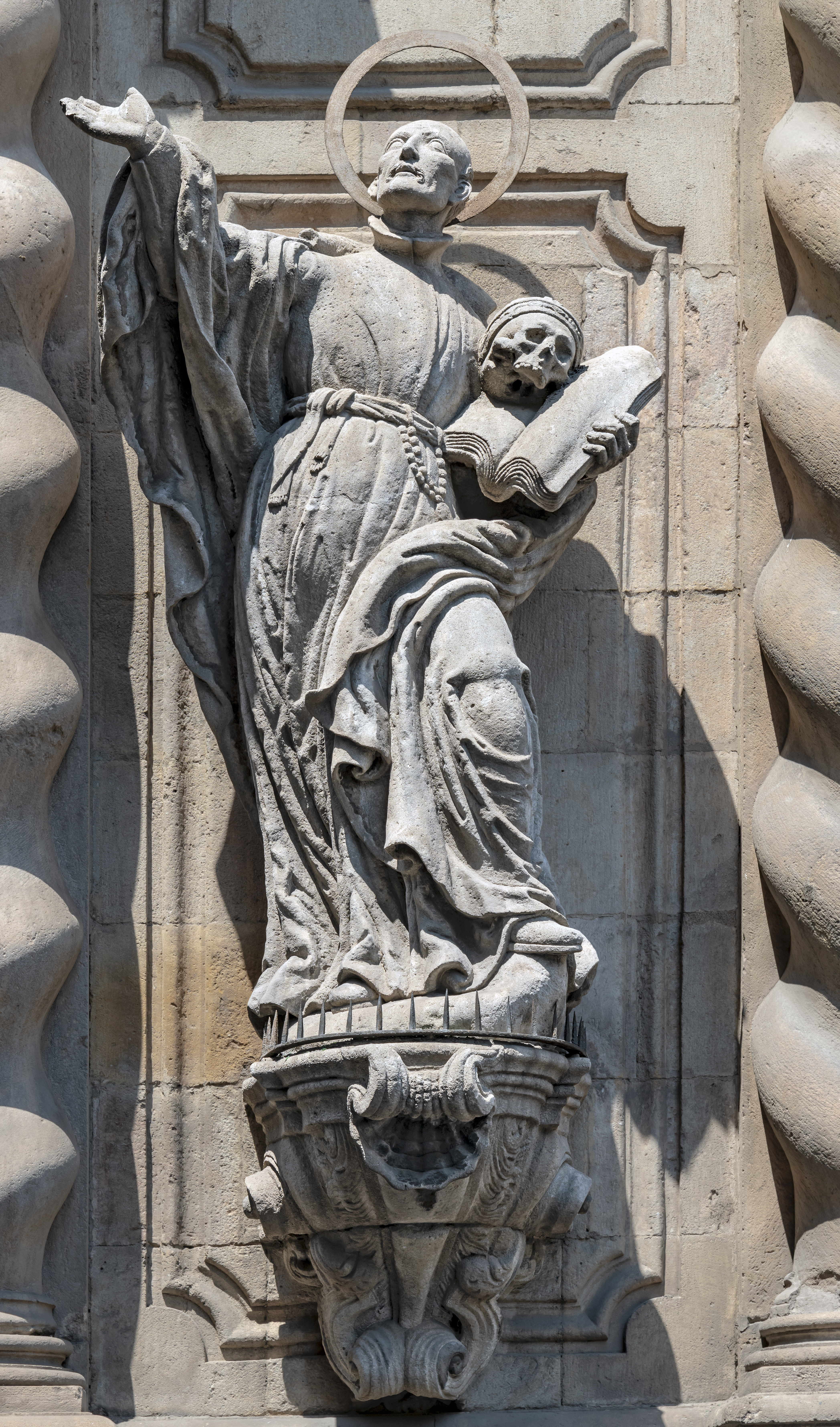
Франсиско де Борха (Андреу Сала)
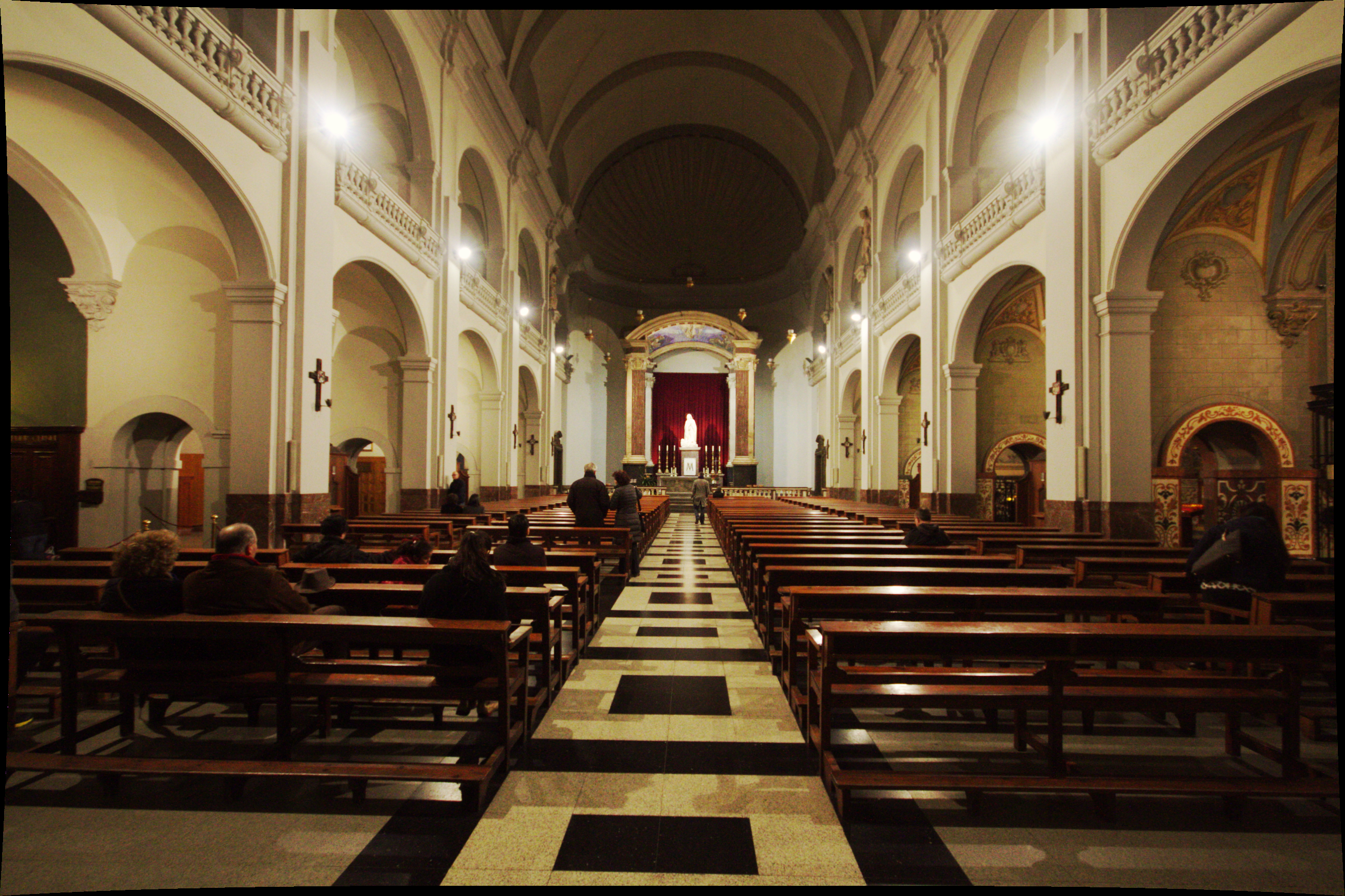
Интерьер церкви